# 融安站
融安站，位于中华人民共和国广西壮族自治区柳州市融安县长安镇，是焦柳铁路上的火车站，建于1979年，由南宁局集团柳州车务段管辖。

## 歷史
- 1973年12月随枝柳铁路洛满至融安段开办临时客货业务[3]。
- 2020年9月18日因焦柳铁路塘豹至柳州段电气化改造工程迁至融安县长安镇大乐村望枧屯现址[4]。

## 车站结构
2020年启用的融安站站房建筑宽126米、进深52.5米、高18.5米，建筑面积约7900平方米。普速场设有4条到发线、4条尽端式存车线；货场设有4条货物线，并预留客专场，规划柳三城际铁路接入。